# L'Ombre du cinéphage
L'Ombre du cinéphage est une série de bande dessinée française de Jean-Charles Gaudin et de Laurent Gnoni déclinée en trois tomes.
L'action se déroule de nos jours, aux États-Unis, où James, jeune cinéaste amateur est amené à faire du rangement d'anciennes bobines pour un ancien réalisateur très connu : Weissney. Celui-ci était passé maître dans la réalisation de films d'horreur gore très réalistes. James prend ce travail très à cœur car il lui permet de passer du temps avec son idole. Il va vite déchanter car un mystère entoure le cinéaste et surtout quelques-uns de ses films.
L'histoire est à ranger dans les genres suspense - fantastique - cinéma. On retrouve dans la BD différentes techniques propres au cinéma d'horreur tant dans l'histoire que dans les dessins.

## Personnages
- James Golding, cinéaste amateur, il travaille dans un petit vidéo club en attendant la gloire. Amateur de films fantastiques et de cinéma d'horreur, il participe sans succès à quelques concours sans jamais percer.
- Brian Weissney : réalisateur/producteur au talent mondialement reconnu et à la retraite. De son passé surgissent quelques mystères non élucidés : l'accident de sa femme et les rapports entre celle-ci et l'acteur fétiche de tous ses films...

## Albums
1. Bobine 1 - Fondu au noir (2004) [1]
2. Bobine 2 - Flashback (2005)
3. Final cut (2007)

### Éditeur
- Soleil Productions

### Documentation
- Henri Filippini, « L'Ombre du cinéphage : on reste sur sa fin », dBD, no 17,‎ octobre 2007, p. 33.